# Idiostrangalia fukienensis
Idiostrangalia fukienensis là một loài bọ cánh cứng trong họ Cerambycidae.